# Río Bóbr

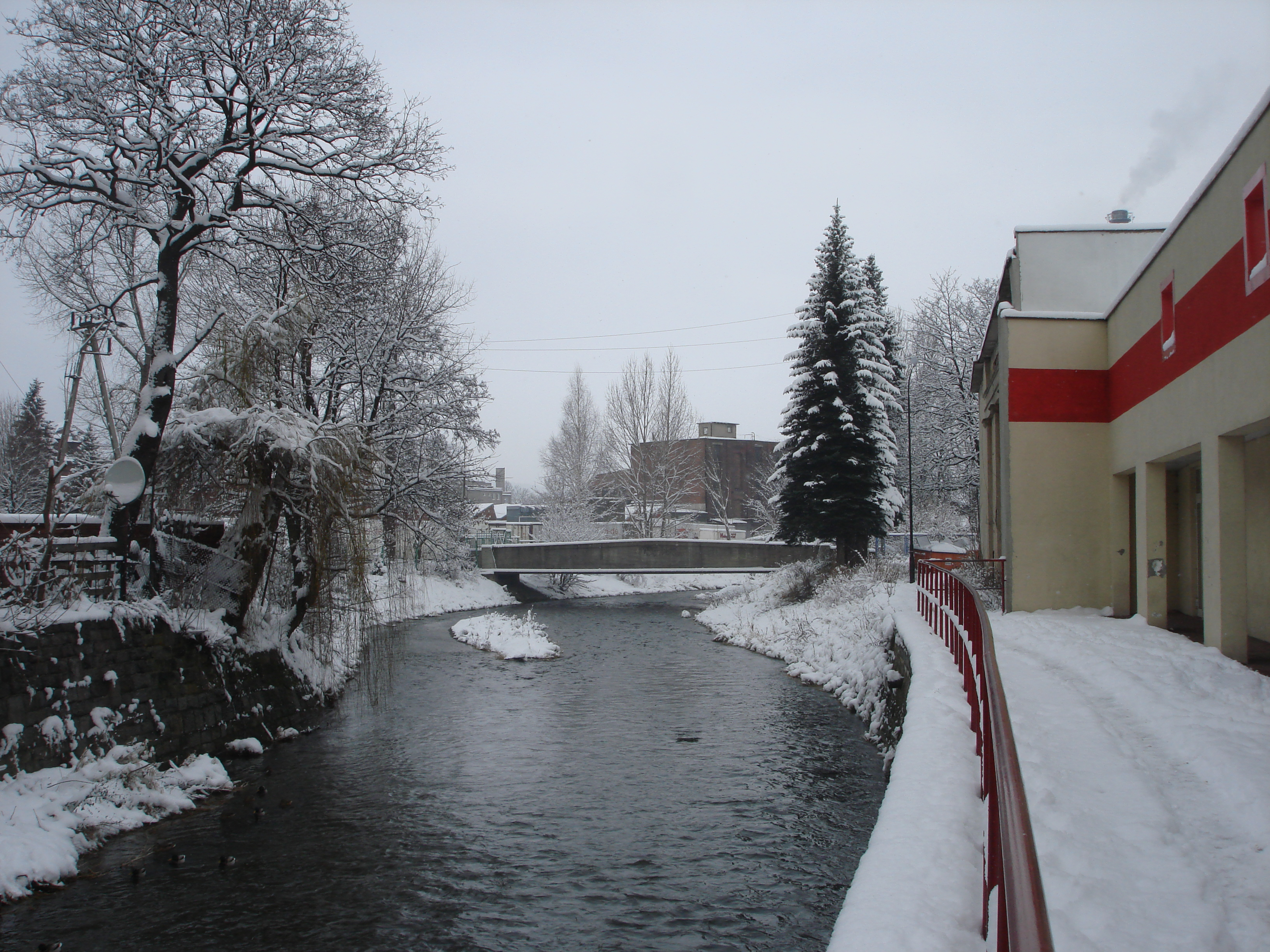
Rio Bóbr, Kamienna Góra

El río Bóbr (nombre polaco, pronunciación en polaco: /bubr/; en checo: Bobr; en alemán: Bober) es un río que fluye a través del norte de la República Checa y del suroeste de Polonia.  Es afluente izquierdo del río Óder, tiene una longitud de 272 km (2 km en la República Checa, 270 km en Polonia, lo que lo hace el décimo río más largo de Polonia) y una cuenca de 5.876 km² (46 km² en la República Checa y 5.830 km² en Polonia).
El Bóbr se origina en las montañas Rýchory en el sureste de la cordillera Montañas de los Gigantes, donde la fuente se encuentra cerca del pequeño pueblo de Bobr en la municipalidad de Žacléř en la región de Hradec Králové.  Poco después, cruza la frontera al pueblo polaco de Niedamirów y fluye hacia el noroeste a través del valle de Jelenia Góra al dique de Pilchowice y luego a las llanuras de Baja Silesia, donde el río paralelo Kwisa se une a él. Finalmente, desagua en el Óder cerca de la ciudad de Krosno Odrzańskie.
Desde la Edad Media, el río inferior al norte de Żagań marcó la frontera entre las regiones históricas de Silesia, en el este, y Baja Lusacia, en el oeste.

## Ciudades que atraviesa
- Lubawka
- Kamienna Góra
- Jelenia Góra
- Wleń
- Lwówek Śląski
- Bolesławiec
- Szprotawa
- Małomice
- Żagań
- Nowogród Bobrzański
- Krosno Odrzańskie

- Datos: Q148307
- Multimedia: Bóbr River / Q148307